# Bath, New Hampshire
Bath är en kommun (town) i Grafton County i delstaten New Hampshire, USA med 1 077 invånare (2000). 